# Wasser-Schwaden
Der Wasser-Schwaden (Glyceria maxima (Hartm.) Holmbg., Syn.: Glyceria aquatica Wahlenb.), auch Großer Schwaden, Großer Wasserschwaden oder Riesen-Schwaden genannt, gehört zur Familie der Süßgräser. Das üppige „Wassergras“ bildet in sumpfigen Gebieten häufig ausgedehnte Reinbestände.

## Beschreibung

### Vegetative Merkmale
Der Wasser-Schwaden ist eine sehr große, etwa 80 bis 150, zuweilen bis zu 200 Zentimeter hohe, ausdauernde krautige Pflanze mit weit kriechenden, kräftigen Rhizomen. Er bildet ausgedehnte Sprosskolonien mit zahlreichen nicht blühenden, kräftigen und aufrechten vegetativen Trieben. Die Halme sind rund und bis zu 1 Zentimeter im Durchmesser. Die Blätter sind kahl und rau. Die Blattscheiden sind geschlossen, später aufreißend und nur oben etwas gekielt, ohne Öhrchen. Die gefalteten bis flachen Blattspreiten werden bis zu 60 Zentimeter lang und 7 bis 20 Millimeter breit. Das Blatthäutchen (Ligula) ist 1 bis 3 Millimeter lang, abgerundet bis gestutzt und meist in eine feine Spitze ausgezogen.

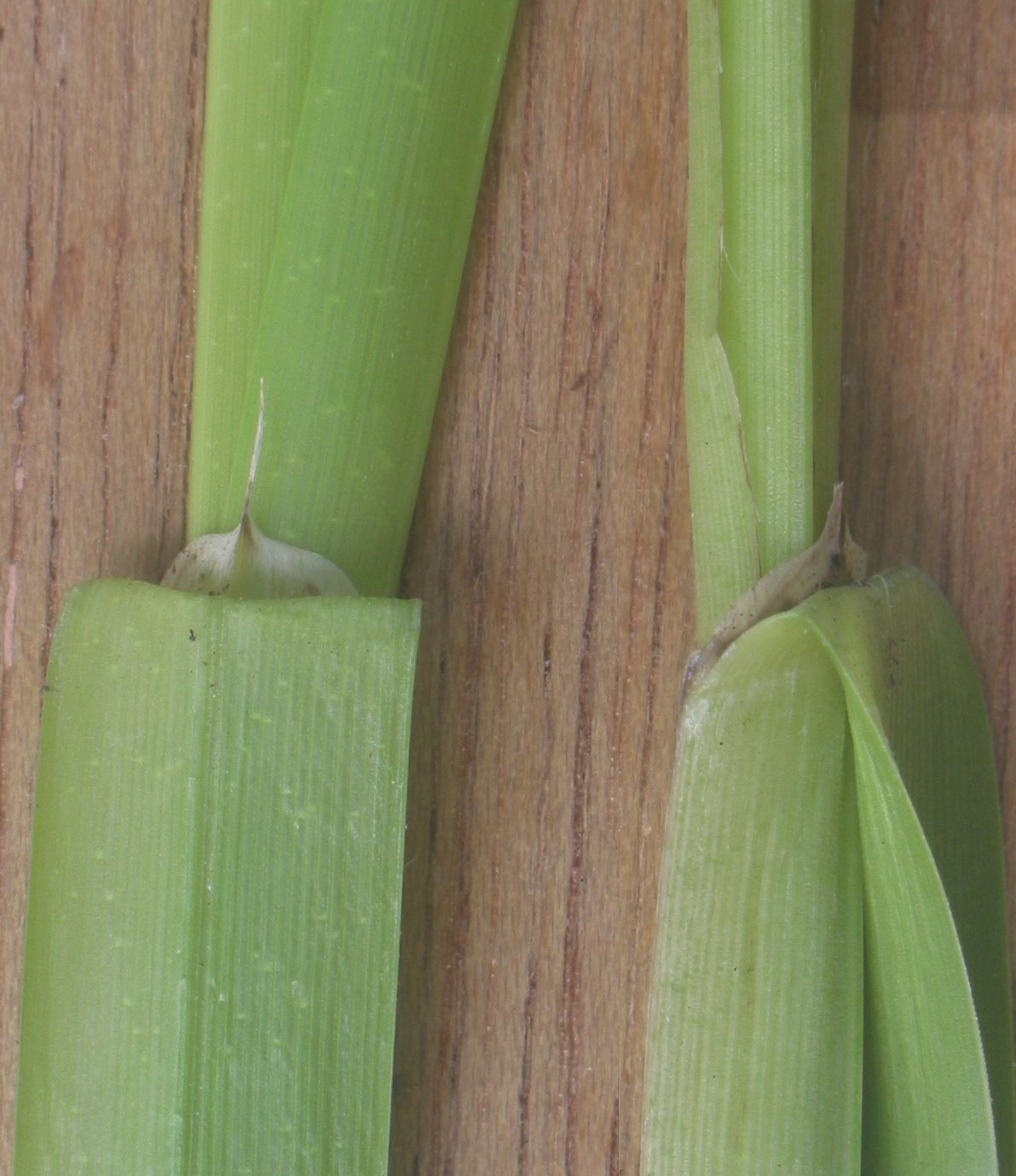
Blatthäutchen (Ligula) des Wasser-Schwadens
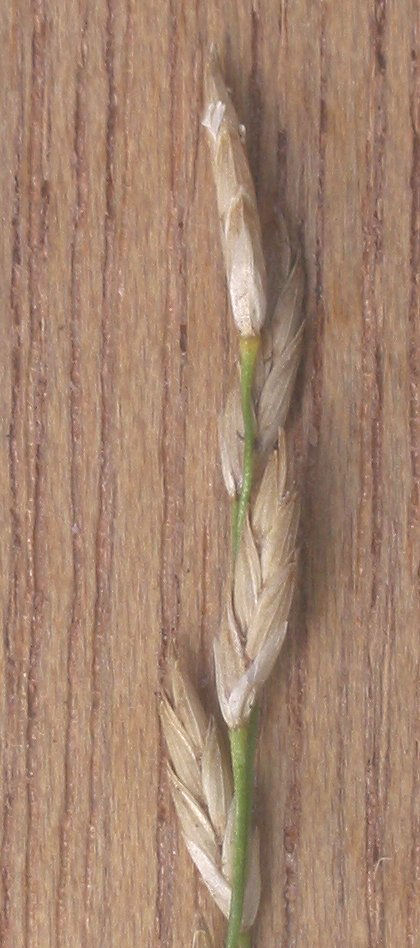
Ährchen des Wasser-Schwadens

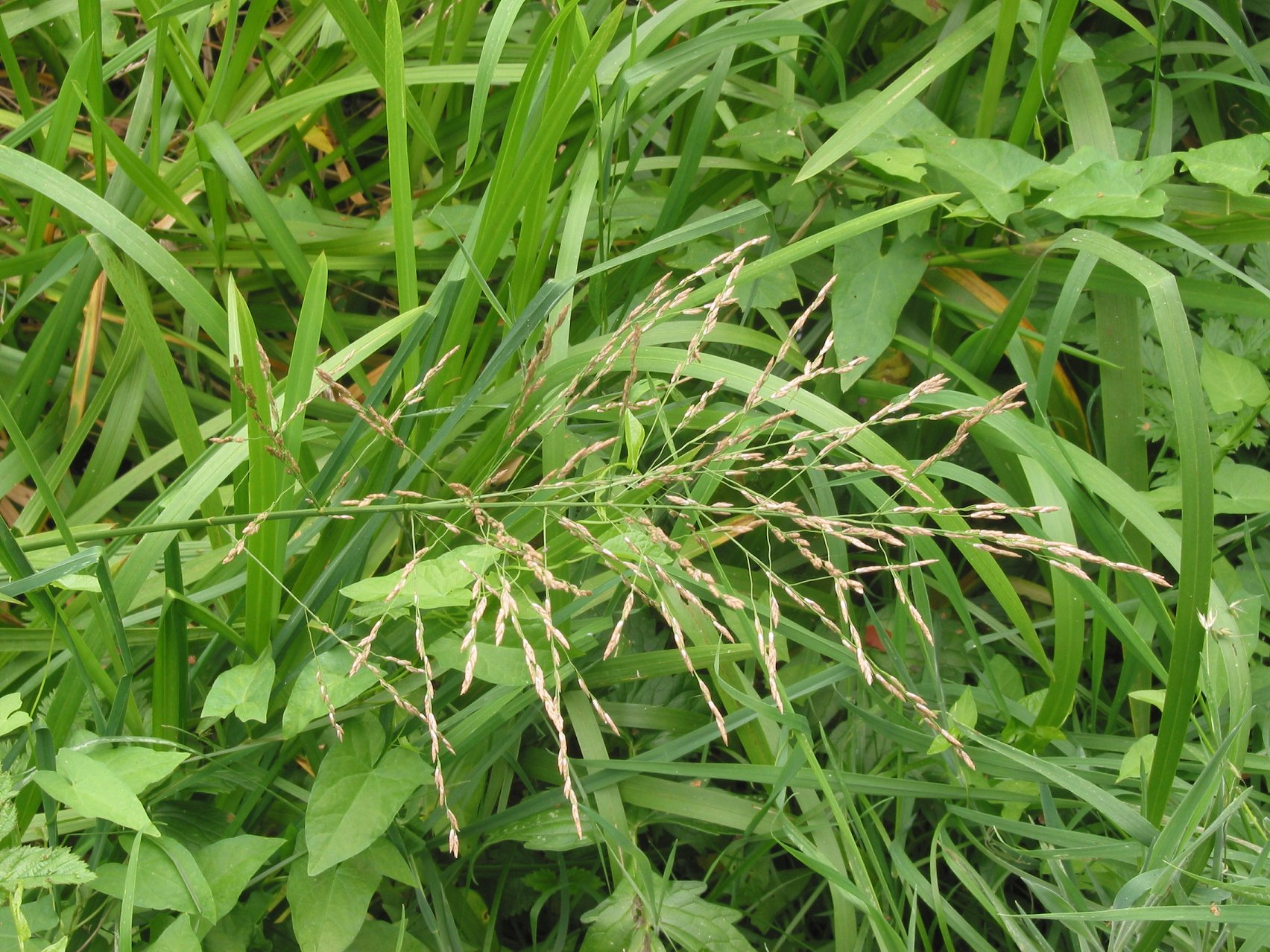
Rispe des Wasser-Schwadens

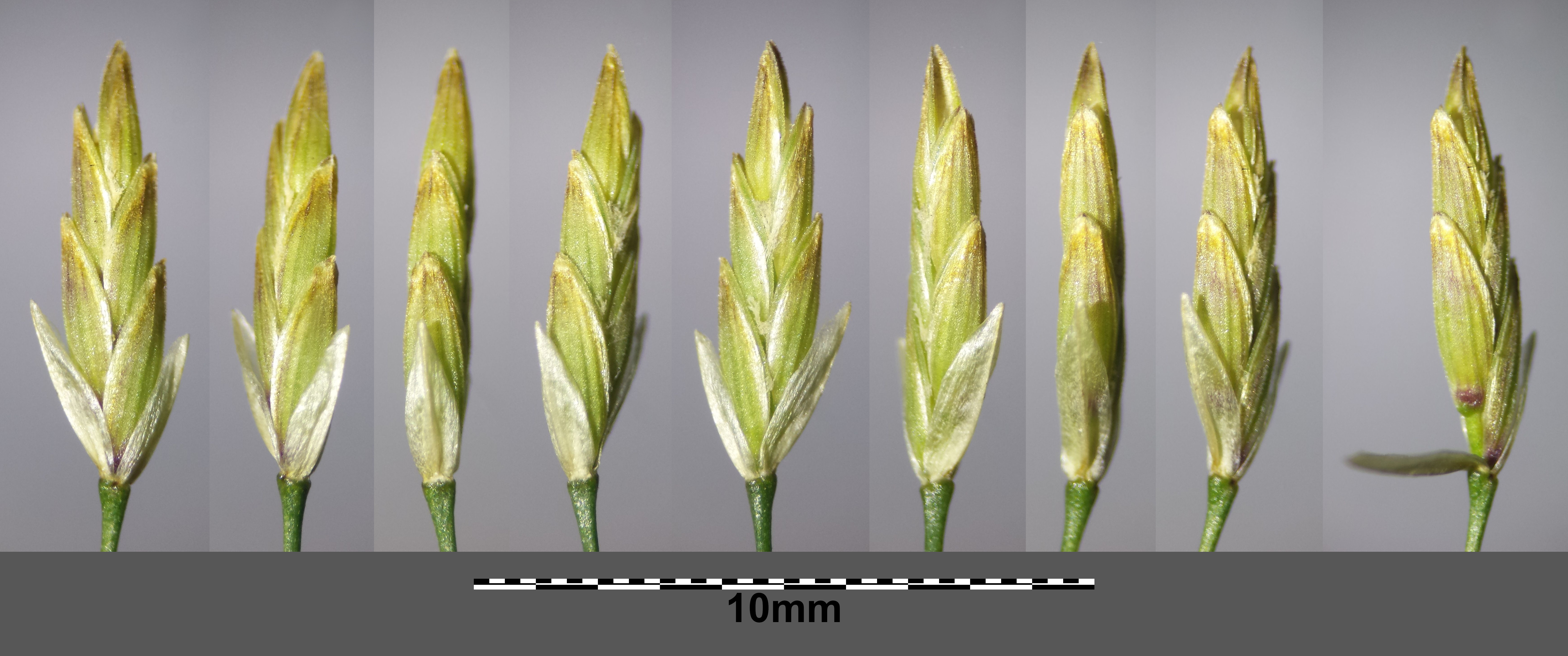
Ährchen

### Generative Merkmale
Die Blütenrispen sind groß etwa 20 bis 40 Zentimeter lang, ausgebreitet und offen, nach der Blüte zusammengezogen. Die Rispenäste sind rau und stehen in Büscheln. Die 5 bis 10 Millimeter langen Ährchen sind schmal länglich und fünf- bis elfblütig. Die untere Hüllspelze ist 2 bis 3 Millimeter, die obere 3 bis 4 Millimeter lang. Die Deckspelzen sind auf den Rücken gerundet, breit eiförmig, stumpf und grannenlos. Der Wasser-Schwaden blüht in der Zeit von Juni bis August.
Die Chromosomenzahl beträgt 2n = 60.

## Ökologie

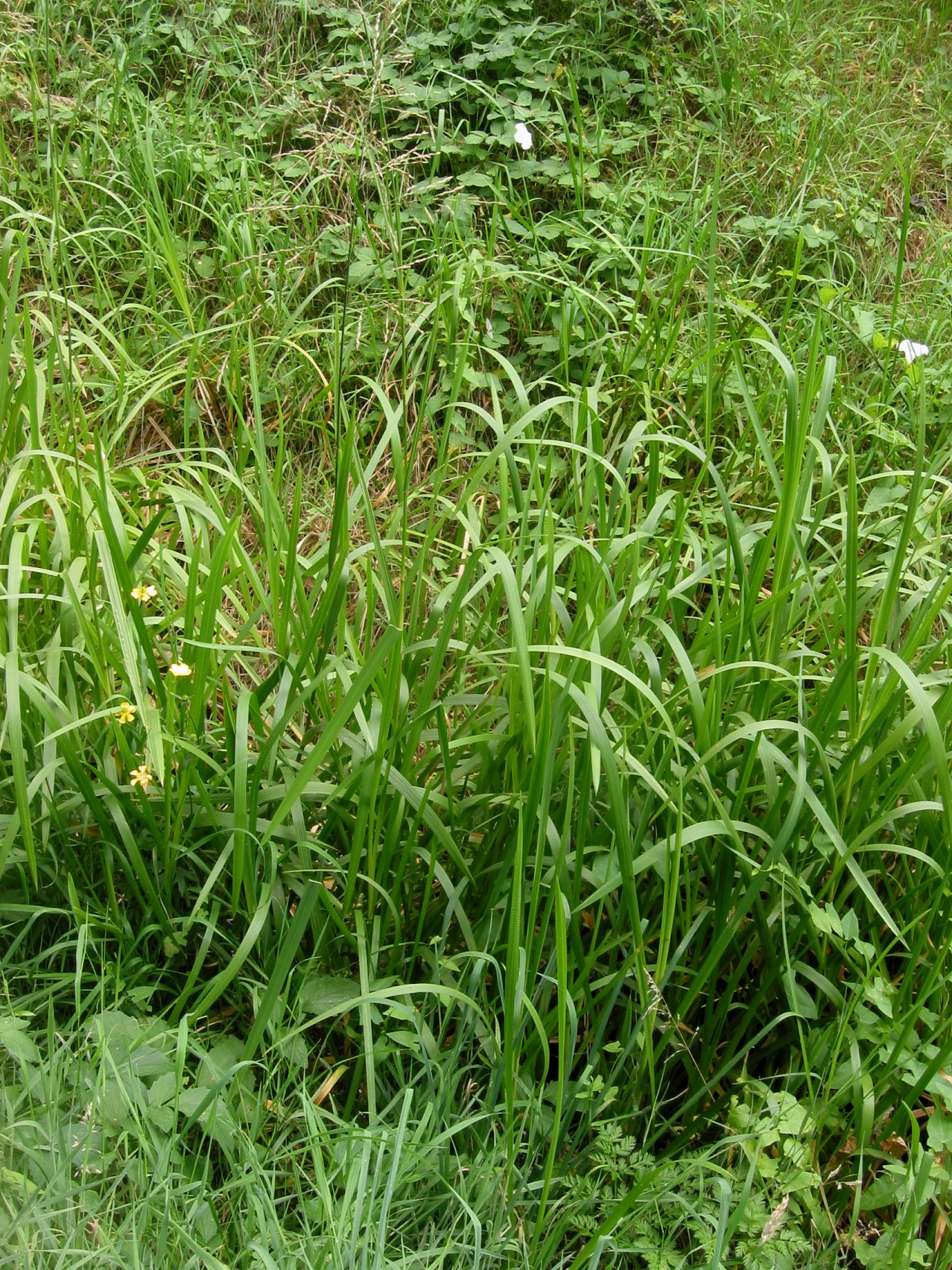
Wasser-Schwaden sind Sumpfpflanzen mit Ausläufern

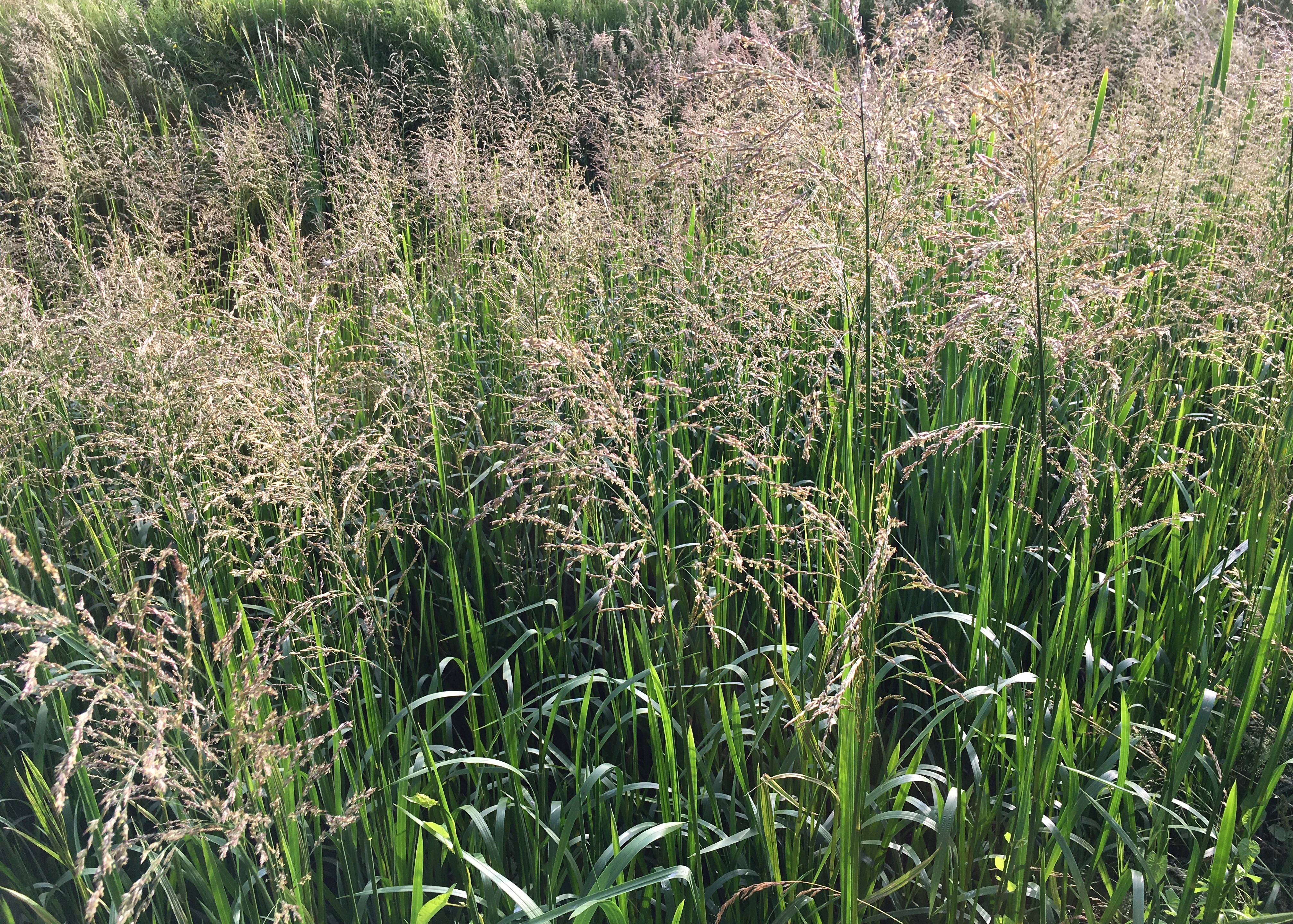
Bestand des Wasser-Schwadens

Der Wasserschwaden ist eine Sumpfpflanze, ein Schlammwurzler und eine Schaftpflanze. Vegetative Vermehrung erfolgt durch unterirdische Ausläufer sowie gelegentlich durch Pseudoviviparie.
Blütenbiologisch liegt Windblütigkeit vom „langstaubfädigen Typ“ vor. Zellsaftschwankungen in den Gelenken der Rispenäste sorgen dafür, dass diese vor und nach der Blüte anliegen.
Die freien, unbenetzbaren Karyopsen, bei denen meist Schwimmausbreitung erfolgt, können auch durch Klebausbreitung mit dem Schlamm, über Wasservögel und durch Viehtränkenbesucher weiter getragen werden.

## Vorkommen

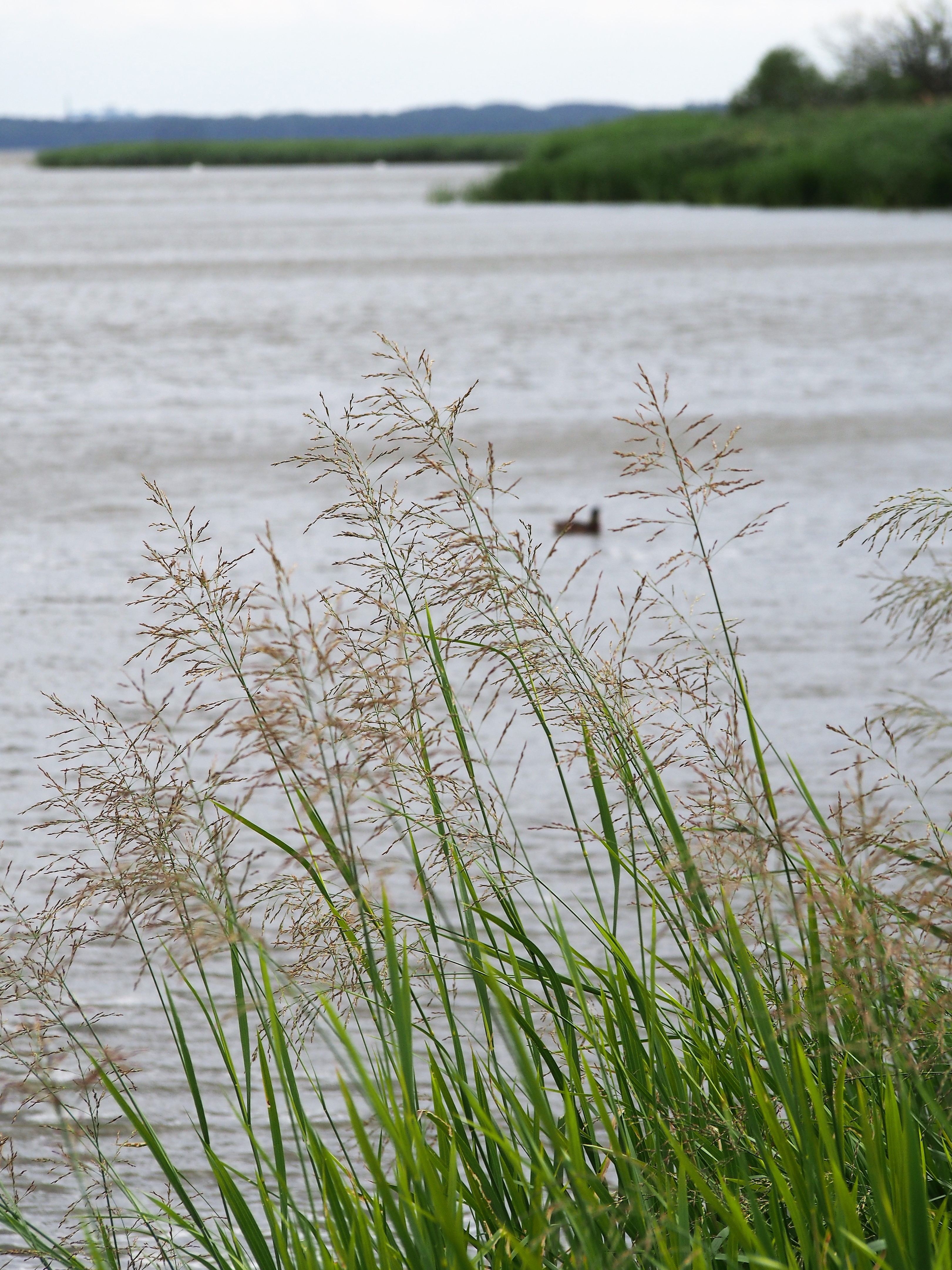
Wasser-Schwaden am Standort

Die Pflanze ist in weiten Teilen Europas und im gemäßigten Asien bis ins nordwestliche China heimisch und nach Australien, Neuseeland und Nordamerika eingeführt. Sie wird dort  auch „Reed Meadow-grass“, „Reed-grass“ oder „Reed“ genannt. In Europa kommt die Art in fast allen Ländern vor; sie fehlt nur in Portugal, Spanien, Nordmazedonien, Island und Belarus. In Schweden und Finnland kommt sie eingeschleppt vor. Die Art ist in fast ganz Deutschland häufig.
Der Wasser-Schwaden wächst gesellig als Röhricht an Ufern oder in Gräben mit stehendem oder langsam fließendem Wasser und stark wechselnden Wasserständen. Er bevorzugt nährstoff- und basenreiche, meist kalkhaltige, humose Schlammböden und ist licht- und wärmeliebend. Er steigt in Mitteleuropa kaum über 500 Meter Meereshöhe auf und ist im Erzgebirge in Tschechien bei Hora Svatého Šebestiána (deutsch Sankt Sebastiansberg) in 820 Meter Meereshöhe gefunden worden.
Die ökologischen Zeigerwerte nach Landolt et al. 2010 sind in der Schweiz: Feuchtezahl F = 5fw (überschwemmt aber mäßig wechselnd), Lichtzahl L = 4 (hell), Reaktionszahl R = 3 (schwach sauer bis neutral), Temperaturzahl T = 4 (kollin), Nährstoffzahl N = 4 (nährstoffreich), Kontinentalitätszahl K = 3 (subozeanisch bis subkontinental), Salztoleranz = 1 (tolerant).
Der Wasser-Schwaden ist die Kennart der Pflanzengesellschaft des Wasserschwaden-Röhrichts (Glycerietum maximae). Die Bestände sind meist artenarm und bestehen nicht selten aus Reinbeständen von Glyceria maxima. An höher gelegenen Stellen sind die Gesellschaften etwas artenreicher und beinhalten die Sumpf-Schwertlilie (Iris pseudacorus), das Rohr-Glanzgras (Phalaris arundinacea), den Fluss-Ampfer (Rumex hydrolapathum) und Wasser-Minze (Mentha aquatica).

## Nutzung
Der Wasser-Schwaden ist eine nahrhafte Futterpflanze und wird gern von Rindern und Pferden gefressen. An Flussufern ist es zur Eindämmung von Erosionen geeignet.
In Gärten und Parks wird die Zuchtform Glyceria maxima 'Variegata' mit grün und fahlgelb  gestreiften, etwas überhängenden Blättern für die Pflanzung an Zierteichen eingesetzt.

## Taxonomie und Systematik
Der Wasser-Schwaden wurde 1753 von Carl von Linné in Species Plantarum, Tomus 1, S. 67 als Poa aquatica erstbeschrieben. Göran Wahlenberg versetzte sie 1820 in Flora Gothoburgensis S. 18 als Glyceria aquatica in die Gattung Glyceria. Schon vorher hatten aber Jan Svatopluk Presl und Karel Bořivoj Presl 1819 den Namen für eine andere Grasart, das Quellgras (Catabrosa aquatica), verwendet. Daher musste in der Gattung Glyceria das nächstälteste Epitheton Verwendung finden. Der Wasser-Schwaden war 1820 von Carl Johan Hartman in Handbok i Skandinaviens Flora ... Band 1, S. 56 als Molinia maxima beschrieben worden. Dieses Epitheton musste also bei Glyceria Verwendung finden. Die Art wurde 1919 von Otto Rudolf Holmberg in Botaniska Notiser 1919 S. 97 als Glyceria maxima (Hartm.) Holmb. in die Gattung Glyceria gestellt. Synonyme für Glyceria maxima (Hartm.) Holmb. sind Glyceria aquatica (L.) Wahlb. nom.illeg., Catabrosa hydrophila Link, Glyceria spectabilis Mert. & W.D.J.Koch und Hydrochloa aquatica (L.) Hartm.
Es können 2 Unterarten unterschieden werden:
- Glyceria maxima subsp. maxima
- Glyceria maxima subsp. micrantha H.Scholz: Die 2002 neu beschriebene Unterart kommt in Deutschland im Elbegebiet vor.[4][7]